# Enrique Kramer
Enrique Kraemer O.P. (también conocido por el nombre latinizado Heinrich Institor; Schlettstadt, Alsacia, hacia 1430 - Kroměříž, hacia 1505) fue un inquisidor, conocido por ser el autor del Malleus Maleficarum.
Ingresó en la Orden Dominica de muy joven y en su juventud fue nombrado Prior del monasterio dominico de su ciudad natal. 
En algún momento anterior a 1474 fue nombrado inquisidor de Tirol, Salzburgo, Bohemia y Moravia. Su elocuencia en el púlpito y su incansable actividad fueron reconocidas por Roma y se convirtió en la mano derecha del arzobispo de Salzburgo. Hacia 1484, en el momento de publicarse la bula papal Summis desiderantes de Inocencio VIII en 1484, Kramer ya estaba asociado a Jakob Sprenger para crear una inquisición para magos y brujas. En 1485 escribió un tratado sobre la brujería, que luego fue incorporada en el Malleus Maleficarum.
Algunos historiadores 
 afirman que Kramer no obtuvo el apoyo de los teólogos inquisidores más importantes que se encontraban en la Universidad de Colonia y que estos condenaron el libro por recomendar prácticas poco éticas e ilegales, además de ser inconsistente con la doctrina católica sobre demonología. Las afirmaciones de Kramer de que cuatro profesores habían aceptado su texto, pudieron haber sido falsificadas. Fue denunciado por la Inquisición en 1490.
En 1495 fue solicitado en Venecia para dar clases públicas, que eran muy populares. En 1500 se le dieron poderes para proceder contra los valdenses y los picardos.
Murió en Bohemia en 1505.

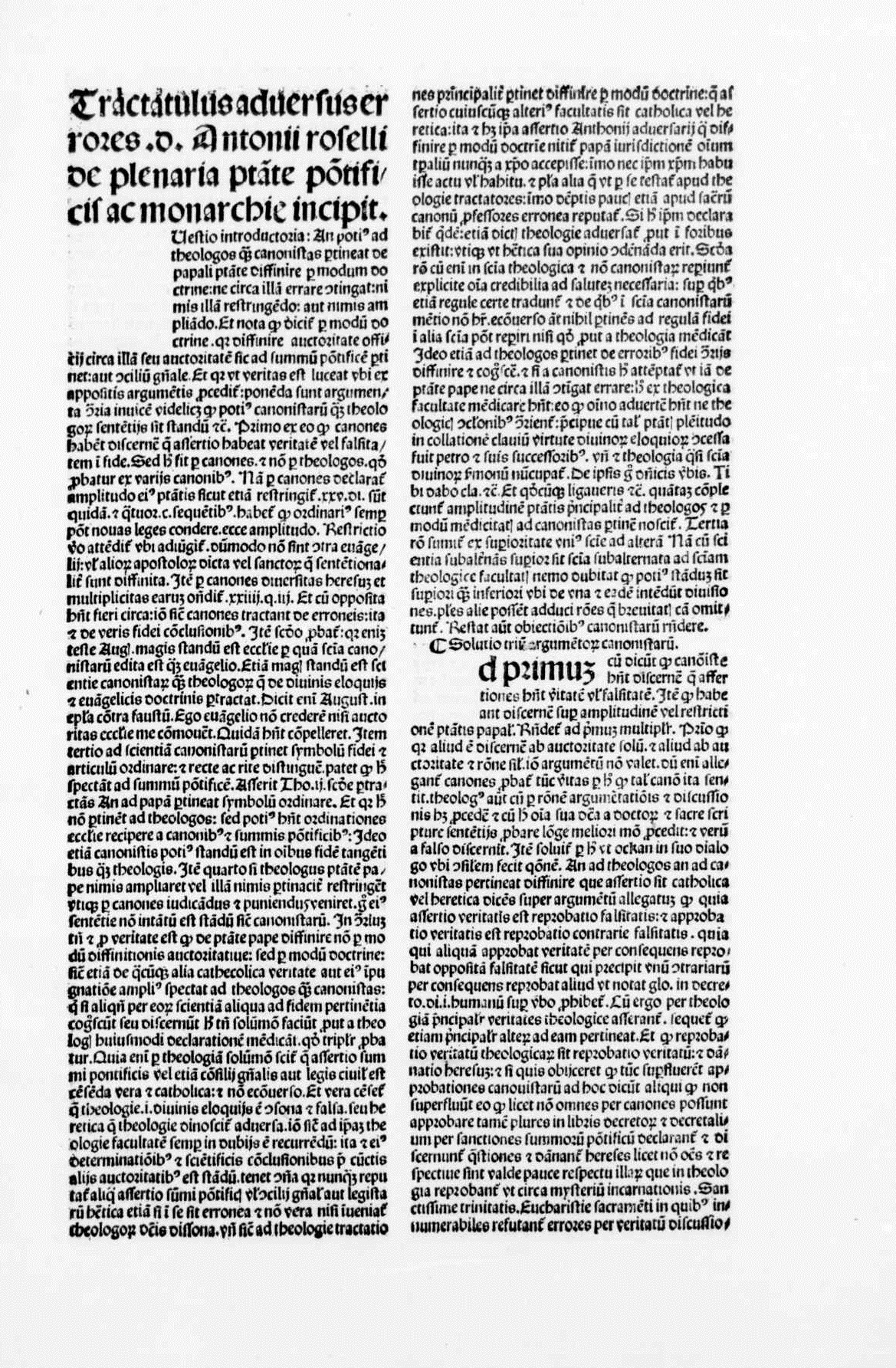
Opusculum in errores Monarchiae Antonii de Rosellis, 1499